# Крк (град)
Крк је град у Хрватској, у Приморско-горанској жупанији. Према резултатима пописа из 2011. у граду је живело 6.281 становника, а у самом насељу је живело 3.730 становника.

## Становништво
Крк је острвски град с највише становника и највеће је површине. По попису из 2001. године у граду је живело 5.491 становника. Градоначелник града је Даријо Василић.

## Попис 1991.
На попису становништва 1991. године, насељено место Крк је имало 3.022 становника, следећег националног састава:
| Попис 1991.‍   | Попис 1991.‍  | Попис 1991.‍ | Попис 1991.‍ | Попис 1991.‍ |
| ------------- | ------------ | ----------- | ----------- | ----------- |
|               |              |             |             |             |
| Хрвати        | Хрвати       |             | 2.487       | 82,29%      |
| Срби          | Срби         |             | 142         | 4,69%       |
| Југословени   | Југословени  |             | 95          | 3,14%       |
| Муслимани     | Муслимани    |             | 50          | 1,65%       |
| Албанци       | Албанци      |             | 32          | 1,05%       |
| Италијани     | Италијани    |             | 31          | 1,02%       |
| Словенци      | Словенци     |             | 21          | 0,69%       |
| Македонци     | Македонци    |             | 9           | 0,29%       |
| Црногорци     | Црногорци    |             | 7           | 0,23%       |
| Румуни        | Румуни       |             | 6           | 0,19%       |
| Мађари        | Мађари       |             | 4           | 0,13%       |
| Роми          | Роми         |             | 4           | 0,13%       |
| Немци         | Немци        |             | 2           | 0,06%       |
| Словаци       | Словаци      |             | 2           | 0,06%       |
| Аустријанци   | Аустријанци  |             | 1           | 0,03%       |
| Украјинци     | Украјинци    |             | 1           | 0,03%       |
| Чеси          | Чеси         |             | 1           | 0,03%       |
| остали        | остали       |             | 3           | 0,09%       |
| неопредељени  | неопредељени |             | 104         | 3,44%       |
| регион. опр.  | регион. опр. |             | 8           | 0,26%       |
| непознато     | непознато    |             | 12          | 0,39%       |
| укупно: 3.022 |              |             |             |             |

## Управа
Административно седиште највећег јадранског острва. Налази се у Приморско-горанској жупанији.

## Економија
Инфраструктурно и економски Крк спада у најразвијеније острвске градове у Хрватској. Град који остварује највише туристичких посета/ноћења од свих острвских градова.